# 謝全新
謝全新（罗马拼音：或，1947年9月23日—2009年6月7日），華裔印尼男子羽球運動員，曾於1963年至1973年之間代表印尼國家隊出賽。他在球員時期專注於男子雙打項目，退役後曾擔任印尼和馬來西亞的國家隊教練。
謝全新曾代表印尼參加1970年湯姆斯盃國際男子羽球團體賽。他在對陣馬來西亞的決賽與梁海量一起出賽兩次雙打均獲得勝利，幫助球隊7-2擊敗對手而贏得冠軍。在同年年底舉行的亞洲運動會上，他代表印尼國家隊贏得男子團體賽金牌，同時與梁海量一起獲得了男子雙打銅牌。他也曾入選1973年湯姆斯盃印尼代表隊，但並未在決賽出場。
在個人賽方面，1971年，他在雅加達與納拉·蘇賈納一起贏得亞洲羽球錦標賽男子雙打冠軍。在著名的全英羽球錦標賽，他與梁海量搭檔的男子雙打組合曾進入1971年的決賽，以及1973年的半決賽。
1999年5月，中華民國體委會為協助陳鋒備戰2000年雪梨奧運會，提供獎勵金協助陳鋒聘請謝全新為培訓教練。
謝全新於2009年6月7日在雅加達的Pantai Indah Kapuk醫院去世，享年61歲。他在生前患有長期疾病，曾被診斷出有結腸癌症。